# عبدالرزاق خیری
عبدالرزاق خیری (انگلیسی: Abderrazak Khairi) (زاده ۲۰ نوامبر ۱۹۶۲) بازیکن سابق فوتبال اهل مراکش است.
وی از سال ۱۹۸۵ تا ۱۹۹۰ در تیم ملی فوتبال مراکش بازی انجام داده است و عضو این تیم در جام جهانی فوتبال ۱۹۸۶ بوده است.